# فرضیه پسر سکسی

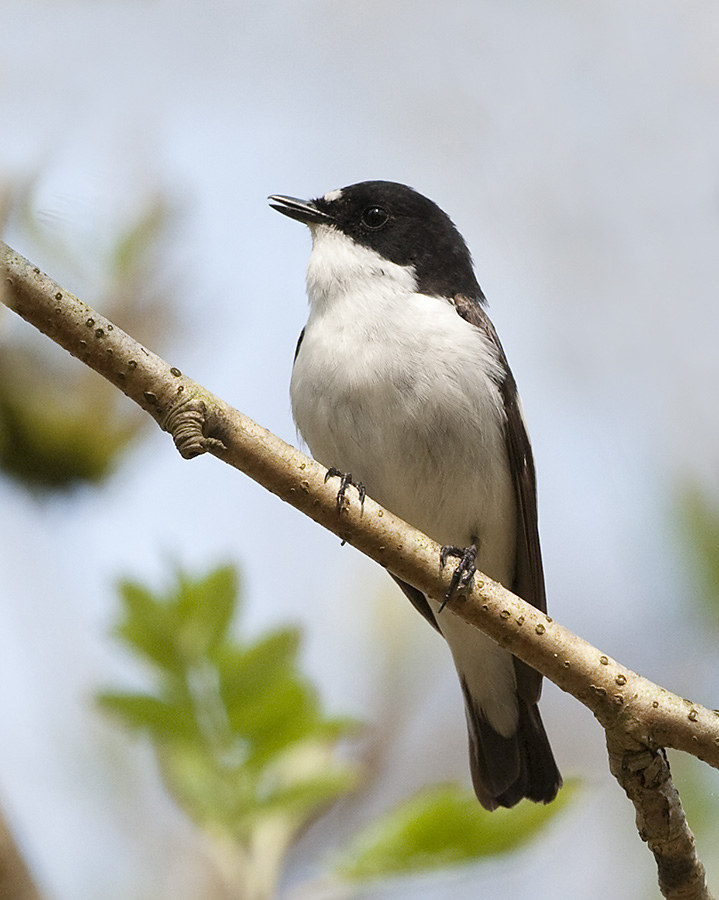
مگس‌گیر ابلق اروپایی

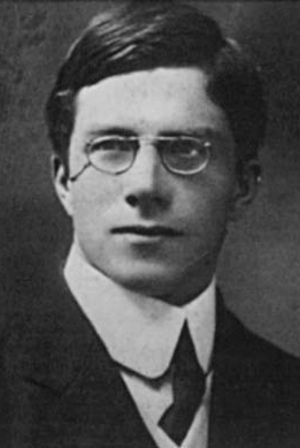
رونالد فیشر در سال ۱۹۱۲

فرضیه پسر سکسی (به انگلیسی: Sexy son hypothesis) در زیست‌شناسی تکاملی و گزینش جنسی، پیشنهادشده توسط پاتریک جی ودرهد و رالی جی رابرتسون از دانشگاه کوئینز در کینگستون، انتاریو در سال ۱۹۷۹، بیان می‌کند که گزینش جفت آرمانی یک زن در میان جفت‌های بالقوه، جفتی است که ژن‌هایش این کار را انجام دهند: تولید نرهایی با بهترین شانس موفقیت باروری. این نشان می‌دهد که سایر مزایایی که پدر می‌تواند به مادر یا فرزندان ارائه دهد، کمتر از آنچه به نظر می‌رسد مرتبط است، از جمله ظرفیت او به‌عنوان مراقبت والدینی، قلمرو و هر گونه هدایای عروسی. اصل فیشر به این معنی است که نسبت جنسی (به جز در برخی حشره‌های فراجتماعی) بین نر و ماده همیشه نزدیک به ۱:۱ است، با این حال آنچه بیش از همه مهم است موفقیت‌های آینده فرزندآوری «پسران سکسی» او است، به احتمال زیاد، اگر پدری ناپسند داشته باشند. تعداد زیادی فرزندان دارای نسخه‌هایی از ژن‌های او ایجاد خواهد شد. این فرضیه گزینش جنسی در گونه‌‌‌هایی مانند مگس‌گیر ابلق اروپایی مورد پژوهش قرار گرفته‌است.